# 志摩八郎・辰巳柳子
志摩 八郎・辰巳 柳子（しま はちろう・たつみ りゅうこ）は、戦中から戦後期にかけて活動していた漫才コンビ（夫婦漫才）である。

## メンバー
- 志摩 八郎（しま はちろう、1903年8月13日 - 1974年8月2日）

本名：梨本 繁雄（なしもと しげお）。大阪の生まれ。名の表記は「志磨 八郎」とも。芸人仲間の愛称は「志摩八ちゃん（しまはっちゃん）」。
無声映画の楽士（バイオリン奏者）を経て、島陽之助一座の役者となった（島田洋之介・今喜多代の島田洋之介やミスワカサ・島ひろしの島ひろしとは兄弟弟子）。この経歴のため「楽譜の読める最初の漫才師」と称された。島田洋之介とは、長らく漫才コンビを組んでいた事もある。
戦後すぐに専業の漫才作家に転じた。1951年に宝塚新芸座に入り、その後1958年からは上方演芸（のちの松竹芸能）に移って文芸課長を長く務めるなど、秋田實に帯同。秋田の「右腕」として活動した。様々なコンビ（ミスワカサ・島ひろし、人生幸朗・生恵幸子など）の新作を多数書き上げ、小島貞二は「秋田實より多く書いた漫才作者」としている。幸朗は「志摩さんのものがいちばんやりやすかった」と特に信頼を寄せていた。漫才作家協会では丹田重雄会長のもとで副会長を務めた。
著書に「昭和爆笑漫才集」。
- 辰巳 柳子（たつみ りゅうこ）

## コンビ略歴・芸風
戦前から地方を回って活動していたが、わらわし隊に憧れ、大阪で本格的に漫才の道に進んだ。
八郎は洋装でバイオリンを手に持ち、柳子も時折ギターを持った。演歌師ばりのノンキ節を唸るなどの音曲漫才を披露していた。
秋田Aスケ・Bスケ、夢路いとし・喜味こいしらとともに「青春ブラザーズ」という音楽ショウの一員でもあった。

## エピソード
- 八郎は自身の年齢を周囲に知られることを極端に嫌った。芸界の仲間たちは、八郎が亡くなったときにようやく本当の年齢を知った[2]。
- 八郎はあるとき、「秋田實」の名前を使って台本を書いた。八郎いわく、「秋田はんの名前使うだけでギャラが3倍ぐらいちゃうんでっせ」。
- 紙切り師の香見喜利平は当初本名で舞台に出ていたが、ある日八郎に「今日から香見喜利平に変えなはれ」と突然言われ、改名した。